# Liste des autoroutes du Portugal
Le Portugal compte actuellement 3 000 km d'autoroutes en service et 100 km en travaux.
Au Portugal, les autoroutes sont « des voies routières à double sens de circulation, séparées physiquement, sans croisement à niveau, seulement accessibles à la hauteur d'échangeurs aménagés à cet effet, et exclusivement réservés aux véhicules automobiles ».
| N° d'autoroute | Nom de l'Autoroute                           | Itinéraire                                                                                       |
| -------------- | -------------------------------------------- | ------------------------------------------------------------------------------------------------ |
| A1             | Autoroute du Nord                            | Lisbonne - Santarém - Leiria - Coimbra - Aveiro - Porto                                          |
| A2             | Autoroute du Sud                             | Lisbonne - Setúbal - Alcácer do Sal - Grândola - Algarve                                         |
| A3             | Autoroute Porto-Valença                      | Porto - Braga - Valença - Espagne                                                                |
| A4             | Autoroute Porto-Quintanilha                  | Porto - Penafiel - Amarante - Tunnel de Marao - Vila Real - Bragance - Quintanilha - Espagne     |
| A5             | Autoroute de la Cote d'Estoril               | Lisbonne - Oeiras - Estoril - Cascais                                                            |
| A6             | Autoroute Marateca-Caia                      | Marateca - Évora - Elvas - Espagne                                                               |
| A7             | Autoroute Vila do Conde-Vila Pouca de Aguiar | Vila do Conde - Vila Nova de Famalicão - Guimarães - Vila Pouca de Aguiar                        |
| A8             | Autoroute de l'Ouest                         | Lisbonne - Torres Vedras - Caldas da Rainha - Leiria - A1                                        |
| A9             | CREL                                         | Lisbonne - Loures - Alverca                                                                      |
| A10            | Autoroute Bucelas-Benavente                  | Bucelas - Carregado - Benavente                                                                  |
| A11            | Autoroute Apúlia-Castelões                   | Apúlia - Braga - Guimarães - Castelões                                                           |
| A12            | Autoroute Setúbal-Montijo                    | Setúbal - Montijo                                                                                |
| A13            | Autoroute Marateca-Coimbra                   | Marateca - Santo Estêvão - Almeirim - ** - Atalaia - Tomar - Avelar - Condeixa-a-Nova - Coimbra  |
| A13-1          | Autoroute A13-A1                             | Condeixa-a-Nova (A1) - Almalaguês (A13)                                                          |
| A14            | Autoroute Figueira da Foz-Coimbra            | Figueira da Foz - Montemor-o-Velho - Coimbra                                                     |
| A15            | Autoroute Caldas da Rainha-Santarém          | Óbidos - Rio Maior - Santarém                                                                    |
| A16            | Autoroute Lisbonne-Alcabideche               | Lisbonne - Sintra - Alcabideche                                                                  |
| A17            | Autoroute du Littoral Centre                 | Marinha Grande - Figueira da Foz - Mira - Aveiro                                                 |
| A18            | Autoroute Torres Vedras-Carregado            | Torres Vedras - ** - Carregado                                                                   |
| A19            | Autoroute Batalha-Leiria                     | Batalha ( IC 9 ) - Leiria ( N 109 )                                                              |
| A20            | CRIP (Autoroute Carvalhos-Francos)           | Carvalhos - Francos                                                                              |
| A21            | Autoroute Ericeira-Malveira                  | Ericeira - Mafra - Malveira                                                                      |
| A22            | Autoroute Via do Infante                     | Lagos - Albufeira - Faro - Vila Real de Santo António - Espagne                                  |
| A23            | Autoroute de la Beira Intérieure             | Torres Novas - Abrantes - Castelo Branco - Covilhã - Guarda                                      |
| A24            | Autoroute Coimbra-Vila Verde da Raia         | Coimbra - ** - Viseu - Vila Real - Chaves - Vila Verde da Raia - Espagne                         |
| A25            | Autoroute Aveiro-Vilar Formoso               | Aveiro - Viseu - Guarda - Vilar Formoso - ** - Espagne                                           |
| A26            | Autoroute Sines-Beja                         | Sines - Santiago do Cacém - * - Beja                                                             |
| A27            | Autoroute Viana do Castelo-Ponte de Lima     | Viana do Castelo - Ponte de Lima                                                                 |
| A28            | Autoroute du Littoral Nord                   | Porto - Póvoa de Varzim - Esposende - Viana do Castelo - Vilar de Mouros - ** - Valença          |
| A29            | Autoroute Aveiro-Porto                       | Aveiro - Estarreja - Ovar - Espinho - Porto                                                      |
| A30            | Autoroute Sacavém-Santa Iria de Azóia        | Sacavém - Santa Iria de Azóia                                                                    |
| A31            | Autoroute Ribeira de Frades-Trouxemil        | Ribeira de Frades (A1) - Trouxemil ( IP 3 )                                                      |
| A32            | Autoroute Oliveira de Azeméis-Carvalhos      | Coimbra - ** - Oliveira de Azeméis - São João da Madeira - Carvalhos                             |
| A33            | CRIPS                                        | Funchalinho (A38) - Coina - Montijo (A12) - ** - Canha (A13)                                     |
| A34            | Autoroute Pombal-A1                          | Pombal - A1                                                                                      |
| A35            | Autoroute Mira-Mangualde                     | Mira - ** - Mealhada - ** - Mortágua - ** - Santa Comba Dão - Canas de Senhorim - ** - Mangualde |
| A36            | CRIL (Autoroute Sacavém-Algés)               | Sacavém - Pontinha - Buraca - Algés                                                              |
| A37            | Autoroute Sintra-Buraca                      | Sintra - Queluz - Amadora - Buraca                                                               |
| A38            | Autoroute Almada-Costa da Caparica           | Almada - Caparica                                                                                |
| A39            | Voie rapide de Barreiro                      | Barreiro - A33                                                                                   |
| A40            | Autoroute Olival Basto-CREL                  | Olival Basto (A36) - A9                                                                          |
| A41            | CREP                                         | Perafita - Maia - Alfena - Argoncilhe - Espinho                                                  |
| A42            | Autoroute Alfena-Lousada                     | Alfena - Paços de Ferreira - Lousada                                                             |
| A43            | Autoroute Porto-Aguiar de Sousa              | Porto - Gondomar - Aguiar de Sousa                                                               |
| A44            | Autoroute Gulpilhares-Areinho                | Gulpilhares - Valadares - Coimbrões - Vila Nova de Gaia - Areinho                                |

(*) Tronçons en construction
(**) Tronçons en projet

## Principales autoroutes
A1
A2
A3
A4
A6
A7
A8
A13
A17
A22
A23
A24
A25
A35

## Autoroutes secondaires
A10
A11
A12
A14
A15
A18
A21
A26
A27
A28
A29
A32
A33
A42

## Autoroutes de Lisbonne et de la région lisboète
A5
A9
A10
A12
A16
A30
A33
A36
A37
A38
A39
A40

## Autoroutes de l'agglomération de Porto
A20
A41
A43
A44
VCI
VRI

## Autres autoroutes urbaines
- A19 à Leiria
- A31 à Coimbra
- A34 à Pombal
- A39 à Barreiro
- A38 à Almada

## Longueur des autoroutes
| N° d'autoroute | Longueur actuelle (2013) |
| -------------- | ------------------------ |
| A1             | 301 km                   |
| A2             | 240 km                   |
| A23            | 217 km                   |
| A4             | 197 km                   |
| A25            | 197 km                   |
| A13            | 163 km                   |
| A24            | 162 km                   |
| A6             | 158 km                   |
| A8             | 139 km                   |
| A22            | 133 km                   |
| A17            | 117 km                   |
| A3             | 112 km                   |
| A7             | 103 km                   |
| A28            | 92 km                    |
| A11            | 80 km                    |
| A41 (CREP)     | 62 km                    |
| A29            | 52 km                    |
| A12            | 41 km                    |
| A14            | 40 km                    |
| A15            | 40 km                    |
| A10            | 39 km                    |
| A33 (CRIPS)    | 37 km                    |
| A9 (CREL)      | 35 km                    |
| A32            | 34 km                    |
| A5             | 25 km                    |
| A27            | 24 km                    |
| A21            | 21 km                    |
| A35            | 21 km                    |
| A36 (CRIL)     | 20 km                    |
| A42            | 20 km                    |
| A19            | 16 km                    |
| A20 (CRIP)     | 16 km                    |
| A37            | 16 km                    |
| A43            | 16 km                    |
| A26            | 15 km                    |
| A31            | 11 km                    |
| A13-1          | 10 km                    |
| A30            | 10 km                    |
| A44            | 9 km                     |
| A38            | 7 km                     |
| A39            | 7 km                     |
| A34            | 5 km                     |
| A40            | 4 km                     |
| VRI            | 3 km                     |

## Historique des mises en service des autoroutes
| Date de mise en service | Tronçons | Longueur                                                      |
| ----------------------- | --- | ------------------------------------------------------------- |
| 1944                    | A5 ⇒ Lisbonne - Stade National (A9) (CREL) | 8,1                                                           |
| 1960                    | A1 ⇒ Coimbrões - Pont Arrábida A28 ⇒ Pont Arrábida - Matosinhos | 4,3 6,1                                                       |
| 1961                    | A1 ⇒ Sacavém - Vila Franca de Xira | 23,9                                                          |
| 1963                    | A1 ⇒ Carvalhos - Coimbrões Pont Arrábida | 7,2 1                                                         |
| 1966                    | A2 ⇒ Lisbonne - Pont du 25 avril - Almada A2 ⇒ Almada - Fogueteiro | 6 9,6                                                         |
| 1977                    | A1 ⇒ Vila Franca de Xira - Carregado | 5,7                                                           |
| 1978                    | A2 ⇒ Fogueteiro - Palmela | 20,4                                                          |
| 1979                    | A12 ⇒ Setúbal - A2 | 5,2                                                           |
| 1980                    | A1 ⇒ Carregado - Aveiras de Cima A1 ⇒ Santa Maria da Feira - Carvalhos | 15,6 17,1                                                     |
| 1982                    | A1 ⇒ Condeixa-a-Nova - Mealhada | 27,7                                                          |
| 1983                    | A1 ⇒ Albergaria-a-Velha - Santa Maria da Feira | 27,2                                                          |
| 1984                    | A8 ⇒ A36 (CRIL) - Frielas | 2,1                                                           |
| 1985                    | A20 (CRIP) ⇒ Carvalhos (A1) - A3 | 12,6                                                          |
| 1987                    | A1 ⇒ Mealhada - Albergaria-a-Velha | 38,3                                                          |
| 1988                    | A3 ⇒ VCI - Maia A20 (CRIP) ⇒ A3 - Francos (A28) | 8,4 4,2                                                       |
| 1989                    | A3 ⇒ Maia - Cruz | 26,8                                                          |
| 1990                    | A1 ⇒ Aveiras de Cima - Torres Novas A4 ⇒ A3 - Campo | 47,5 12,3                                                     |
| 1991                    | A1 ⇒ Torres Novas - Condeixa-a-Nova A4 ⇒ Campo - Penafiel A5 ⇒ Stade National (A9) (CREL) - Cascais A8 ⇒ Frielas - Malveira A22 ⇒ Pont international du Guadiana A25 ⇒ Praia da Barra - A1 | 87,5 17 16,9 14,8 1 22,9                                      |
| 1992                    | A22 ⇒ Albufeira - Castro Marim | 82,6                                                          |
| 1994                    | A2 ⇒ Palmela - Marateca A3 ⇒ Cruz - Braga-Ouest A9 (CREL) ⇒ Stade National - Queluz A14 ⇒ Figueira da Foz - Montemor-o-Velho-Ouest A37 ⇒ Buraca (A36) (CRIL) - Ranholas | 19,3 11,8 3,4 12,2 15,8                                       |
| 1995                    | A2 ⇒ Marateca - A6 / A13 A4 ⇒ Penafiel - Amarante A6 ⇒ A2 / A13 - Montemor-o-Novo-Est A8 ⇒ Torres Vedras-Sud - Torres Vedras-Nord A9 (CREL) ⇒ Queluz - Alverca A16 ⇒ Lourel - Ranholas A29 ⇒ Miramar - Maceda A35 ⇒ Santa Comba Dão ( IP 3 ) - Canas de Senhorim ( N 234 ) | 2,3 22 43,7 5,9 31 3,6 16,3 21                                |
| 1996                    | A8 ⇒ Malveira - Torres Vedras-Sud | 17,4                                                          |
| 1997                    | A2 ⇒ A6 / A13 - Alcácer do Sal A3 ⇒ Braga-Ouest - Ponte de Lima A8 ⇒ Torres Vedras-Nord - Caldas da Rainha | 24,8 29,9 39,1                                                |
| 1998                    | A2 ⇒ Alcácer do Sal - Grândola-Sud A3 ⇒ Ponte de Lima - Valença A6 ⇒ A2 / A13 - Montemor-o-Novo-Est A6 ⇒ Elvas - Espagne ( A-5 ) A11 ⇒ Apúlia - Vila Seca A12 ⇒ A2 - Alcochete A12 ⇒ Alcochete - Pont Vasco de Gama - Lisbonne A16 ⇒ Lisbonne (A36) (CRIL) - Belas (A9) (CREL) A24 ⇒ Bigorne - Peso da Régua A30 ⇒ Sacavém (A12 / A36) - Santa Iria de Azóia (A1) A36 ⇒ Sacavém (A12 / A30) - Pontinha (A16) A40 ⇒ Olival Basto - A9 (CREL)                      | 38 29,6 61 19,1 4 19,6 18 4,2 24 10,4 12,3 3,9                |
| 1999                    | A6 ⇒ Extremoz - Elvas A7 ⇒ Vila Nova de Famalicão - Selho A11 ⇒ Guimarães-Ouest - Selho (A7) A23 ⇒ Castelo Branco-Nord - Alcaria | 34,1 17,4 1,8 38,5                                            |
| 2000                    | A22 ⇒ Alcantarilha - Albufeira A23 ⇒ Abrantes-Ouest - Mouriscas A44 ⇒ Madalena - Coimbrões (A1) | 9,3 12,1 0,6                                                  |
| 2001                    | A2 ⇒ Grândola-Sud - Castro Verde A8 ⇒ Caldas da Rainha - Marinha Grande-Est A14 ⇒ Montemor-o-Velho-Ouest - Ançã A15 ⇒ Caldas da Rainha (A8) - Santarém (A1) A25 ⇒ A1 - Albergaria-a-Velha A27 ⇒ Meadela (A28) - Nogueira | 58,3 46,2 22,4 40,2 4,7 6,7                                   |
| 2002                    | A2 ⇒ Castro Verde - A22 A8 ⇒ Marinha Grande-Est - Leiria A13 ⇒ A2 / A6 - Benavente (A10) A14 ⇒ Ançã - Coimbra-Nord A23 ⇒ Mouriscas - Gardete A23 ⇒ Belmonte-Sud - Guarda (A25) A36 ⇒ Buraca (A37) - Algés A41 ⇒ Argoncilhe ( IC 2 ) - Espinho | 45,3 4,3 40,4 5,5 28,2 32,5 4,9 5,6                           |
| 2003                    | A10 ⇒ A9 - Arruda A11 ⇒ Braga - Guimarães-Ouest A22 ⇒ Bensafrim - Alcantarilha A23 ⇒ Gardete - Castelo Branco-Nord A23 ⇒ Alcaria - Belmonte-Sud A24 ⇒ Castro Daire-Nord - Bigorne | 6,9 18,7 38,3 44,7 21,5 8,4                                   |
| 2004                    | A7 ⇒ Fafe - Cabeceiras de Basto A17 ⇒ Mira-Nord - Aveiro (A25) A24 ⇒ Arcas - Castro Daire-Nord A24 ⇒ Peso da Régua - Vila Real ( IP 4 ) A25 ⇒ Guarda - Vilar Formoso A29 ⇒ A20 (CRIP) - Miramar A29 ⇒ Maceda - Estarreja A44 ⇒ A29 - Madalena | 20 24,6 14,3 21,7 35,8 7,5 17,3 3,1                           |
| 2005                    | A7 ⇒ Vila do Conde - Vila Nova de Famalicão A7 ⇒ Selho - Fafe A7 ⇒ Cabeceiras de Basto - Ribeira de Pena A10 ⇒ Benavente - A13 A11 ⇒ Vila Seca - Braga A13 ⇒ Benavente (A10) - Almeirim A21 ⇒ Mafra - Malveira A24 ⇒ Viseu (A25) - Arcas A25 ⇒ Albergaria-a-Velha - Boa Aldeia A27 ⇒ Nogueira - Ponte de Lima (A3 / IC 28 ) A28 ⇒ Viana do Castelo - Argela A41 (CREP) ⇒ Alfena - A42 ⇒ A41 (CREP) - Paços de Ferreira-Est A43 ⇒ Porto (A20) - Jovim ( N 209-1 ) | 20,3 18,8 13,3 7,4 23,4 38,3 5,5 25 46,4 18 17,2 8,6 10,1 8,1 |
| 2006                    | A4 ⇒ Matosinhos (A28) - A3 A10 ⇒ Arruda - Carregado (A1) A11 ⇒ Selho (A7) - Castelões (A4) A17 ⇒ Monte Redondo - Louriçal A24 ⇒ A7 - Vila Verde da Raia A25 ⇒ Boa Aldeia - Guarda A42 ⇒ Paços de Ferreira-Est - Lousada (A11) VRI | 8,8 5,9 26,1 12,2 43,8 85,7 9,6 2,9                           |
| 2007                    | A7 ⇒ Ribeira de Pena - A24 A10 ⇒ Carregado (A1) - Benavente A17 ⇒ Marinha Grande (A8) - Monte Redondo A24 ⇒ Vila Real ( IP 4 ) - Vila Pouca de Aguiar (A7) A44 ⇒ Coimbrões (A1) - A20 (CRIP) | 14 19,6 20,1 23,7 5,2                                         |
| 2008                    | A17 ⇒ Louriçal - Mira-Nord A21 ⇒ Ericeira - Mafra A21 ⇒ Malveira - A8 A28 ⇒ Argela - Vilar de Mouros | 60,4 12,2 3,5 5                                               |
| 2009                    | A4 ⇒ Pont international de Quintanilha A16 ⇒ Belas (A9) (CREL) - Lourel A16 ⇒ Ranholas - Alcabideche (A5) A29 ⇒ Estarreja - Angeja (A25) | 2 10,9 8,4 13                                                 |
| 2010                    | A4 ⇒ Amarante - Gondar A19 ⇒ Leiria (A8) - Leiria ( N 109 ) A24 ⇒ Vila Verde da Raia - Espagne (A-75) A43 ⇒ Jovim - Covelo | 3,9 3,1 1 4,5                                                 |
| 2011                    | A4 ⇒ Vila Real - Justes A4 ⇒ Lamas de Orelhão - Mirandela A4 ⇒ Contournement de Bragance A8 ⇒ Leiria (A19) - Leiria (A1) A19 ⇒ Batalha ( IC 9 ) - Leiria (A8) A32 ⇒ Carvalhos (A20) - Oliveira de Azeméis ( N 224 ) A33 (CRIPS) ⇒ Funchalinho (A38) - Charneca de Caparica A36 (CRIL) ⇒ Pontinha (A16) - Buraca (A37) A41 (CREP) ⇒ Alfena (A42) - Argoncilhe ( N 1 ) A43 ⇒ Covelo - Aguiar de Sousa (A41)                                                        | 6,6 12,3 6,9 6,5 13,3 34,7 3,8 4 33,2 3,5                     |
| 2012                    | A4 ⇒ Justes - Pópulo A4 ⇒ Murça - Lamas de Orelhão A4 ⇒ Mirandela - Amendoeira A4 ⇒ Bragance - Quintanilha A13 ⇒ Penela - Almalaguês A13 ⇒ Tomar - Alvaiázere A13-1 ⇒ Condeixa-a-Nova - Almalaguês A33 (CRIPS) ⇒ Charneca da Caparica - Coina | 8,6 15,5 18 13,9 23 30,6 10,7 17,9                            |
| 2013                    | A4 ⇒ Parada de Cunhos - Vila Real A4 ⇒ Pópulo - Murça A4 ⇒ Amendoeira - Bragance A13 ⇒ Alvaiázere - Penela A13 ⇒ Tomar-Sud - Tomar-Nord | 10,9 7,2 30 14 7,2                                            |
| 2014                    | A13 ⇒ Almalaguês - Coimbra | 7                                                             |
| 2015-2016               | A4 ⇒ Gondar - Parada de Cunhos A26 ⇒ Santiago do Cacém - Beja | 25,4 80                                                       |